# Campionato mondiale di hockey su ghiaccio maschile 2014
Il 78º Campionato mondiale di hockey su ghiaccio è stato assegnato dall'International Ice Hockey Federation alla Bielorussia, che lo ha ospitato nella capitale Minsk nel periodo tra il 9 e il 25 maggio 2014. È la prima volta in assoluto che lo stato dell'est europeo, nato nel 1991 dopo lo scioglimento dell'Unione Sovietica, ha organizzato un campionato mondiale di hockey su ghiaccio di Gruppo A.
La nazionale svedese era la detentrice del titolo in virtù del successo conseguito nel 2013, grazie al successo in finale per 5-1 contro la nazionale svizzera.
Il torneo è stato vinto dalla Russia, la quale ha conquistato il suo quinto titolo sconfiggendo in finale la Finlandia per 5-2. La Svezia, squadra campione in carica, sconfiggendo la Repubblica Ceca per 3-0 ottenne la medaglia di bronzo. Il mondiale fece stabilire un nuovo primato assoluto di spettatori, infatti oltre 640.000 tifosi hanno assistito agli incontri, superano il precedente record ottenuto dal mondiale del 2010.

## Scelta della sede
L'8 maggio 2009 la candidatura bielorussa ottenne la maggioranza dei voti in vista della scelta della sede dei mondiali del 2014. Dietro alla Bielorussia, capace di ottenere 75 voti, giunsero l'Ungheria con 24 voti ed infine Lettonia e Ucraina con 3 voti ciascuno.

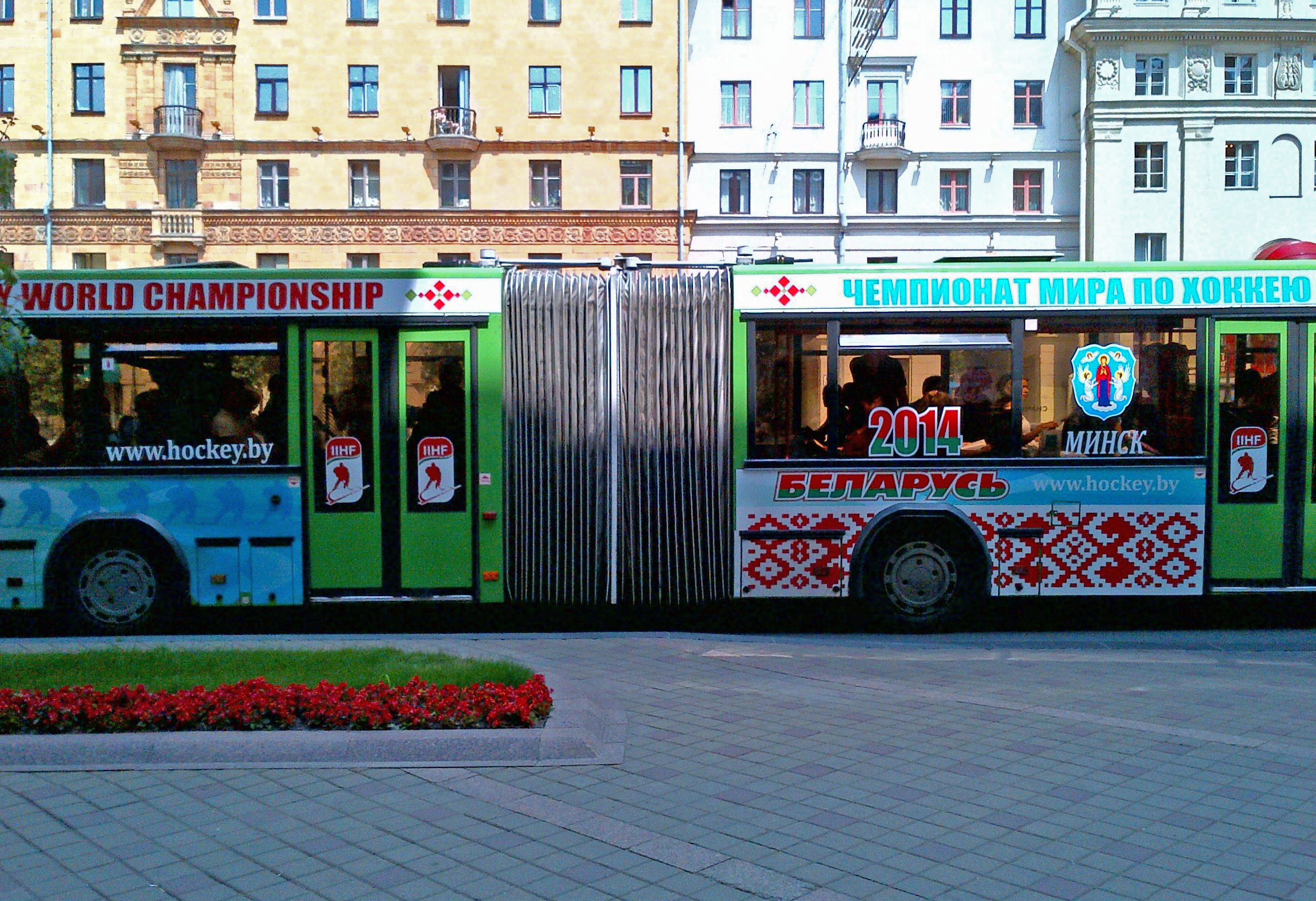
Autobus promozionale a Minsk nel 2012.

La scelta della Bielorussia come nazione ospitante sollevò alcune critiche. L'11 aprile 2011 il senatore statunitense Dick Durbin e il membro del Congresso Michael Quigley fecero pressioni alla IIHF per spostare il mondiale in un'altra sede, a causa delle preoccupazioni date dal regime autoritario di Aljaksandr Lukašėnka. Tuttavia la federazione internazionale affermò che all'interno del proprio statuto non era possibile compiere alcuna discriminazione per ragioni politiche, mentre i portavoce delle federazioni lettoni e lituane affermarono il desiderio di non voler mischiare le questioni politiche con lo sport.
Il 16 gennaio 2012 il presidente Lukašėnka annunciò che gli spettatori stranieri per poter assistere ai mondiali di hockey non dovevano obbligatoriamente presentare il passaporto o l'assicurazione medica. L'unica documentazione necessaria era la copia originale o elettronica di un biglietto valido per assistere a una partita.

### Risultati della votazione
| Nazione     | Voti |
| ----------- | ---- |
| Bielorussia | 75   |
| Ungheria    | 24   |
| Lettonia    | 3    |
| Ucraina     | 3    |

## Stadi
- La Minsk-Arena di Minsk è una delle arene polifunzionali più grandi d'Europa, capace di contenere fino a 15.000 spettatori. Il palazzetto fu inaugurato nel gennaio del 2010 e ospita le gare casalinghe della Dinamo Minsk, formazione della Kontinental Hockey League. Inoltre è sede di concerti e competizioni sportive internazionali. Nel corso del torneo ospiterà le partite del Girone B, due quarti di finale, le semifinali e le due finali.[10]
- La Čyžoŭka-Arena di Minsk è un impianto polifunzionale inaugurato il 25 dicembre 2013, con una capienza massima di circa 9.600 posti a sedere. L'arena è sede degli incontri dello Junost Minsk, seconda squadra per importanza della città che milita nella VHL, ovvero il secondo livello del campionato russo dietro la KHL. Nel corso del torneo ospiterà le partite del Girone A e due quarti di finale.[10]

| Minsk-Arena           | Čyžoŭka-Arena         |
| 53°56′11″N 27°28′58″E | 53°54′00″N 27°34′00″E |
| Capienza: 15.000      | Capienza: 9.600       |
|                       |                       |

## Partecipanti
Al via si presentano sedici squadre, tredici provenienti dall'Europa, due dal Nordamerica e una dall'Asia. Il roster di ciascuna nazionale si compone di almeno 15 elementi fra attaccanti e difensori, oltre a 2 portieri, e al massimo può contare 22 giocatori di movimento con 3 portieri. Tutte e sedici le squadre, attraverso le varie federazioni nazionali, hanno dovuto diramare la lista dei giocatori convocati prima della riunione preliminare della IIHF.
| 13 dall'Europa    | Bielorussia                             | Danimarca                           | Finlandia  | Francia  |
| 13 dall'Europa    | Germania                                | Italia (Promossa dalla I divisione) | Lettonia   | Norvegia |
| 13 dall'Europa    | Rep. Ceca                               | Russia                              | Slovacchia | Svezia   |
| 13 dall'Europa    | Svizzera                                |                                     |            |          |
| 2 dal Nordamerica | Canada                                  | Stati Uniti                         |            |          |
| 1 dall'Asia       | Kazakistan (Promosso dalla I divisione) |                                     |            |          |

## Copertura televisiva
A livello globale l'evento è stato trasmesso in oltre 100 nazioni. Di seguito sono riportate le emittenti televisive delle nazioni partecipanti al campionato mondiale che si sono aggiudicate i diritti a trasmettere le partite dell'avvenimento nel proprio ambito territoriale.
| Nazione     | Emittente           |
| ----------- | ------------------- |
| Bielorussia | BTRC                |
| Canada      | TSN                 |
| Canada      | RDS                 |
| Rep. Ceca   | Česká televize      |
| Danimarca   | TV3 Sport           |
| Finlandia   | MTV3                |
| Francia     | Sport+              |
| Germania    | Sport1              |
| Kazakistan  | KazSport TV         |
| Lettonia    | Viasat              |
| Norvegia    | TV 2                |
| Russia      | VGTRK               |
| Slovacchia  | RTVS                |
| Svezia      | TV4                 |
| Svizzera    | SRG SSR idée suisse |
| Stati Uniti | NBC Sports Network  |

## Raggruppamenti

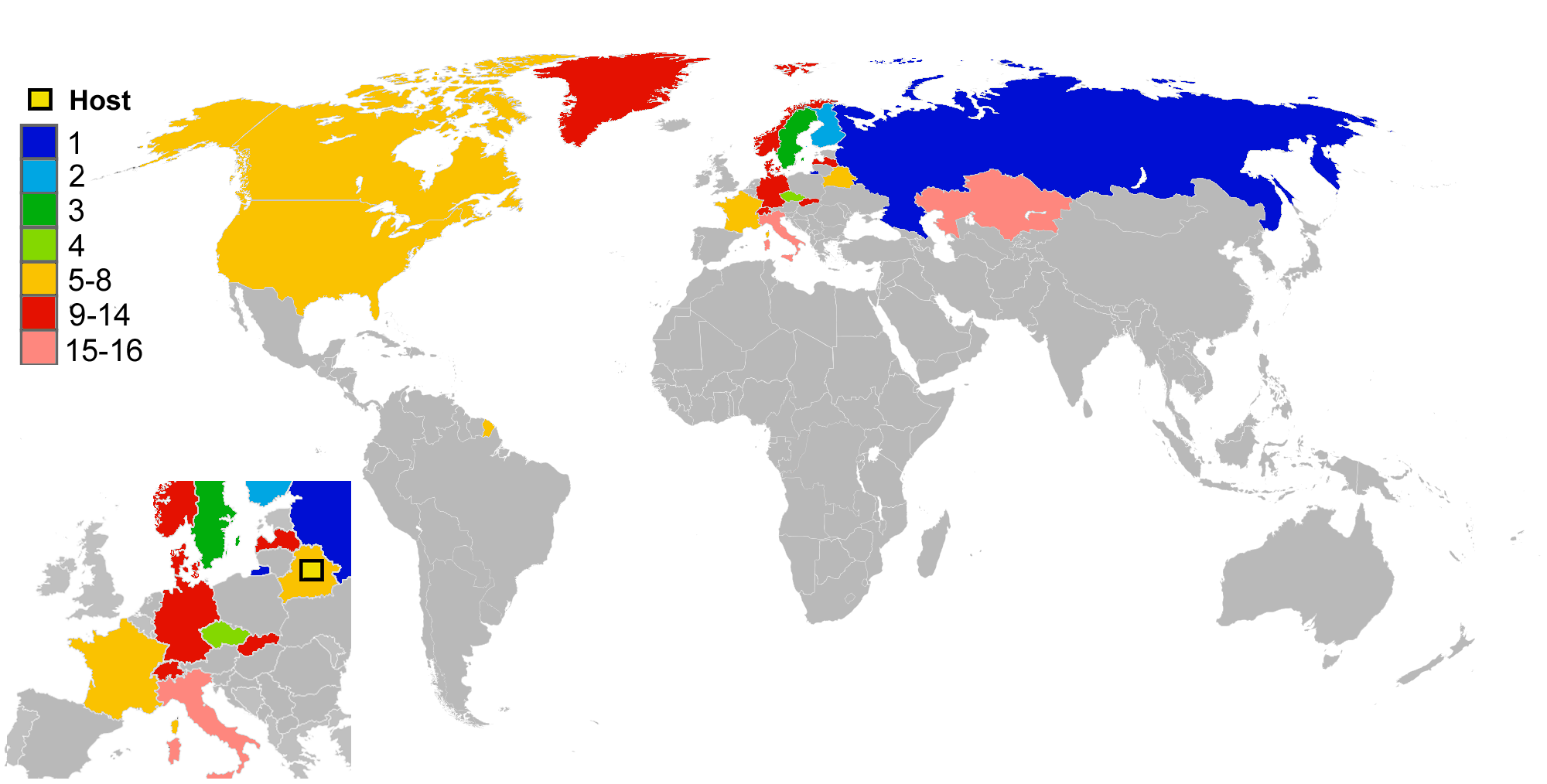
Nazioni partecipanti al campionato mondiale.

I gruppi del turno preliminare sono stati stabiliti in base alla Classifica mondiale IIHF stilata al termine del Campionato mondiale di hockey su ghiaccio 2013:
| Gruppo A (Čyžoŭka-Arena) | Gruppo B (Minsk-Arena) |
| Svezia (1)               | Finlandia (2)          |
| Rep. Ceca (4)            | Russia (3)             |
| Canada (5)               | Stati Uniti (6)        |
| Slovacchia (8)           | Svizzera (7)           |
| Norvegia (9)             | Germania (10)          |
| Danimarca (12)           | Lettonia (11)          |
| Francia (13)             | Bielorussia (14)       |
| Italia (18)              | Kazakistan (16)        |

* Tra parentesi è indicata la posizione nel Ranking IIHF.

## Arbitri
La IIHF ha selezionato 16 arbitri e 16 giudici di linea per il Campionato mondiale di hockey su ghiaccio maschile 2014:
Arbitri
- Lars Brüggemann
- Vjačeslav Bulanov
- Igor Dremelj
- Martin Fraňo
- Roman Gofman
- Antonín Jeřábek
- Keith Kaval
- Mikael Nord

Arbitri
- Konstantin Olenin
- Steve Patafie
- Daniel Piechaczek
- Aleksi Rantala
- Jyri Rönn
- Maksim Sidorenka
- Vladimír Šindler
- Marcus Vinnerborg

Giudici di linea
- Chris Carlson
- Paul Carnathan
- Jimmy Dahmen
- Ivan Dedyulya
- Pierre Dehaen
- Nicolas Fluri
- Jon Killan
- Vit Lederer

Giudici di linea
- Joep Leermakers
- Masi Puolakka
- Stanislav Raming
- André Schrader
- Anton Semjonov
- Sakari Suominen
- Miroslav Valach
- Jesse Wilmot

## Gironi preliminari

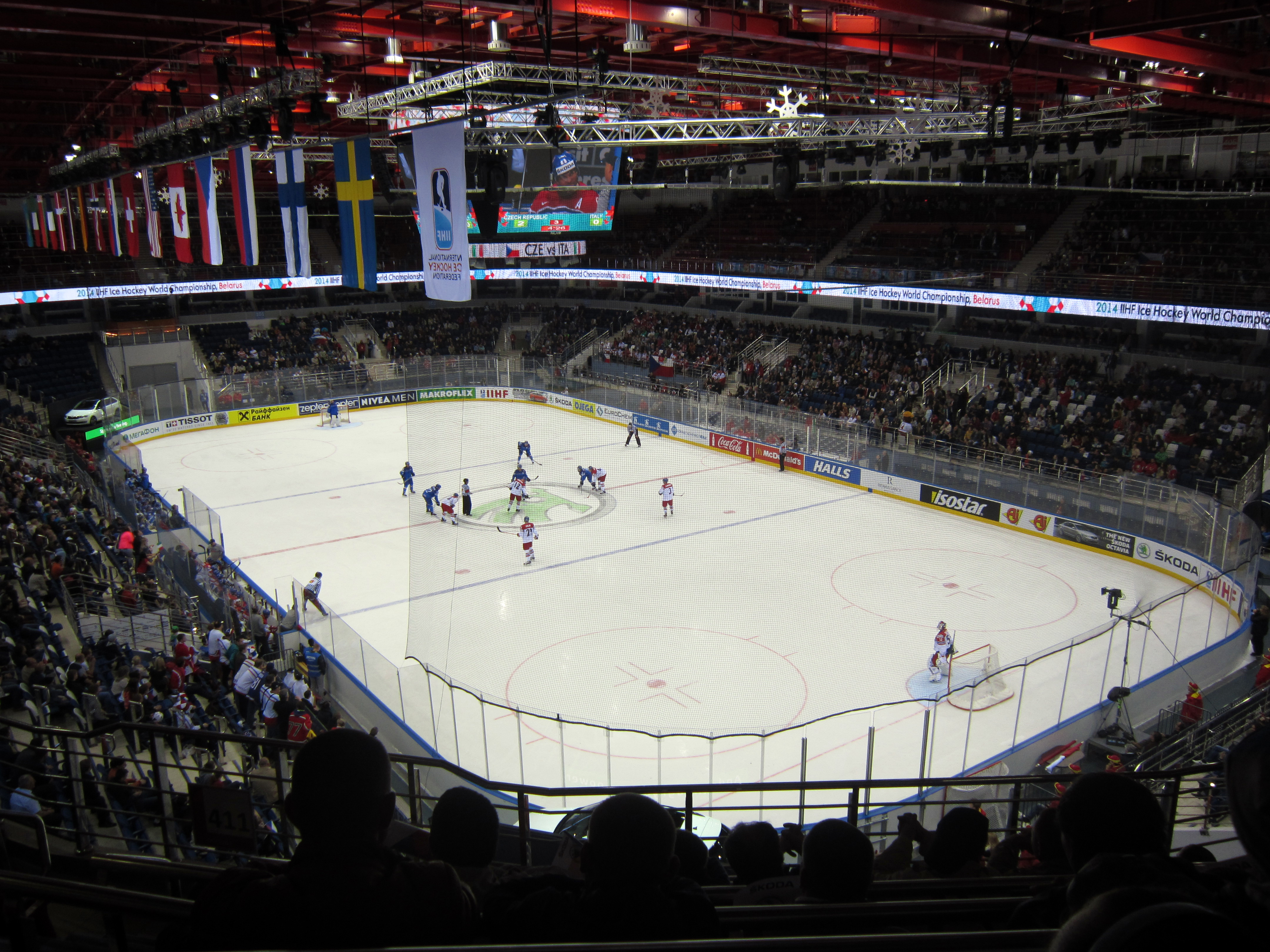
14 maggio 2014, Repubblica Ceca 2:0 Italia

Le sedici squadre partecipanti sono state suddivise in due gruppi. Al termine del raggruppamento le prime quattro squadre di ciascun gruppo avanzano ai quarti di finale, mentre l'ultima classificata viene retrocessa in Prima Divisione - Gruppo A.
Il gruppo A si gioca nella Čyžoŭka-Arena, mentre quello B nella Minsk-Arena.

### Gruppo A
| Arbitri: | Keith Kaval Steve Patafie |

|                      |                |                               |
| Da Costa 17:03 52:35 | Marcatori      | 19:45 Schenn 50:42 Gudbranson |
| Bellemare            | Shootout 1 – 0 |                               |

| Arbitri: | Vjačeslav Bulanov Daniel Piechaczek |

|                              |           |                                     |
| Miklík 25:17 Viedenský 35:45 | Marcatori | 06:24 Němec 57:53 Jágr 61:50 Klepiš |

| Arbitri: | Martin Fraňo Marcus Vinnerborg |

|  |           |                                        |
|  | Marcatori | 05:42 Roest 31:19 Ask 53:29 Bastiansen |

| Arbitri: | Daniel Piechaczek Maksim Sidorenka |

|                                    |           |  |
| Backlund 11:41 35:45 Nyquist 48:13 | Marcatori |  |

| Arbitri: | Mikael Nord Konstantin Olenin |

|                                             |           |             |
| Ward 37:21 58:49 Hodgson 47:07 Bieksa 57:56 | Marcatori | 32:24 Šatan |

| Arbitri: | Vjačeslav Bulanov Maksim Sidorenka |

|               |           |                              |
| Meunier 30:57 | Marcatori | 32:53 Scandella 59:02 Gander |

| Arbitri: | Igor Dremelj Aleksi Rantala |

|                                                   |           |                                           |
| Holøs 06:30 Olimb 22:39 Skrøder 31:29 Trygg 52:15 | Marcatori | 02:35 Poulsen 02:55 Storm 56:27 J. Hansen |

| Arbitri: | Roman Gofman Konstantin Olenin |

|                                    |                |                                        |
| Möller 11:26 36:02 Lindström 48:40 | Marcatori      | 00:08 Hertl 19:35 Hudler 31:53 Zaťovič |
| Lindström                          | Shootout 1 – 0 |                                        |

| Arbitri: | Keith Kaval Steve Patafie |

|                              |           |                                                   |
| Nagy 15:36 23:31 Šatan 36:11 | Marcatori | 26:23 50:30 Amar 50:56 59:32 Roussel 56:19 Fleury |

| Arbitri: | Lars Brüggemann Vjačeslav Bulanov |

|                                          |           |                                                      |
| Červenka 05:55 Novotný 52:11 Hertl 53:00 | Marcatori | 09:52 Ward 23:22 Turris 36:07 MacKinnon 36:24 Rielly |

| Arbitri: | Antonín Jeřábek Mikael Nord |

|               |           |                                                              |
| Kostner 12:15 | Marcatori | 02:51 J. Jensen 35:50 J. Hansen 36:19 Kristensen 57:34 Staal |

| Arbitri: | Jyri Rönn Maksim Sidorenka |

|             |           |                              |
| Olden 22:47 | Marcatori | 36:33 Lindström 47:18 Klasen |

| Arbitri: | Maksim Sidorenka Marcus Vinnerborg |

|                        |           |  |
| Sekáč 22:53 Jágr 55:34 | Marcatori |  |

| Arbitri: | Lars Brüggemann Roman Gofman |

|                                                       |           |                           |
| Tatar 01:06 Mikuš 09:17 Nagy 39:42 47:47 Miklík 48:33 | Marcatori | 05:39 Bonsaksen 11:07 Ask |

| Arbitri: | Igor Dremelj Vladimír Šindler |

|                                                            |           |                 |
| Hodgson 05:24 25:03 50:24 Read 41:15 43:08 Huberdeau 48:35 | Marcatori | 09:06 N. Jensen |

| Arbitri: | Antonín Jeřábek Aleksi Rantala |

|                              |           |                |
| Lundqvist 35:32 Möller 35:49 | Marcatori | 44:52 Da Costa |

| Arbitri: | Roman Gofman Daniel Piechaczek |

|                                                                        |           |                |
| Ward 13:07 Hodgson 21:39 35:49 Chimera 26:02 Turris 29:19 Schenn 56:30 | Marcatori | 41:12 Borrelli |

| Arbitri: | Jyri Rönn Vladimír Šindler |

|                                           |           |             |
| Nyquist 10:05 Backlund 19:49 Nygren 41:58 | Marcatori | 29:12 Réway |

| Arbitri: | Konstantin Olenin Daniel Piechaczek |

|                                                   |                |                                                |
| Roussel 37:25 38:16 Treille 37:51 Bellemare 42:37 | Marcatori      | 11:28 Trygg 21:47 Ask 41:30 Sørvik 45:48 Olimb |
| Da Costa                                          | Shootout 1 – 0 |                                                |

| Arbitri: | Keith Kaval Steve Patafie |

|                                                |                |                                     |
| Lassen 09:56 J. Jensen 55:31 Bjorkstrand 59:07 | Marcatori      | 04:26 Klepiš 06:55 Jágr 45:04 Kindl |
| Bødker                                         | Shootout 1 – 0 |                                     |

| Arbitri: | Vjačeslav Bulanov Mikael Nord |

|                                                       |           |             |
| Ďaloga 10:08 Viedenský 23:05 Tatar 34:13 Miklík 48:07 | Marcatori | 38:26 Egger |

| Arbitri: | Konstantin Olenin Aleksi Rantala |

|                                       |           |                              |
| Schenn 23:52 Bieksa 27:46 Ellis 62:38 | Marcatori | 13:49 Lindström 21:06 Klasen |

| Arbitri: | Jyri Rönn Marcus Vinnerborg |

|               |           |  |
| Sobotka 00:39 | Marcatori |  |

| Arbitri: | Aleksi Rantala Maksim Sidorenka |

|                             |           |                                                                                    |
| J. Jensen 23:52 Staal 34:41 | Marcatori | 01:08 Desrosiers 19:23 Roussel 49:10 Bellemare 50:36 55:09 Da Costa 52:52 Manavian |

| Arbitri: | Roman Gofman Vladimír Šindler |

|              |           |                                                                  |
| Gander 10:07 | Marcatori | 00:48 34:24 Nyquist 16:32 Ekholm 37:53 Danielsson 55:55 Ericsson |

| Arbitri: | Daniel Piechaczek Maksim Sidorenka |

|                                  |           |                                  |
| Bastiansen 13:05 M. Hansen 32:16 | Marcatori | 23:36 50:43 Ward 36:25 Scheifele |

| Arbitri: | Keith Kaval Konstantin Olenin |

|                                          |           |                                                |
| Bødker 21:11 Green 52:53 J. Jensen 54:25 | Marcatori | 14:41 54:17 Tatar 41:31 Miklík 53:53 Viedenský |

| Arbitri: | Igor Dremelj Roman Gofman |

|                                                                |           |                                                    |
| Sobotka 19:18 Sekáč 24:30 Jágr 31:29 Zaťovič 32:42 Kolář 62:19 | Marcatori | 06:48 17:48 Desrosiers 18:22 Meunier 42:36 Roussel |

| Pos. |            | PG | V | VOT | POT | P | GF | GS | DR  | Pt |
| 1.   | Canada     | 7  | 5 | 1   | 1   | 0 | 28 | 13 | +15 | 18 |
| 2.   | Svezia     | 7  | 5 | 1   | 1   | 0 | 21 | 10 | +11 | 18 |
| 3.   | Rep. Ceca  | 7  | 2 | 2   | 2   | 1 | 20 | 18 | +2  | 12 |
| 4.   | Francia    | 7  | 2 | 2   | 1   | 2 | 25 | 20 | +5  | 11 |
| 5.   | Slovacchia | 7  | 3 | 0   | 1   | 3 | 20 | 21 | -1  | 10 |
| 6.   | Norvegia   | 7  | 2 | 0   | 1   | 4 | 16 | 19 | -3  | 7  |
| 7.   | Danimarca  | 7  | 1 | 1   | 0   | 5 | 17 | 27 | -10 | 5  |
| 8.   | Italia     | 7  | 1 | 0   | 0   | 6 | 6  | 25 | -19 | 3  |

### Gruppo B
| Arbitri: | Lars Brüggemann Antonín Jeřábek |

|  |           |                                                                        |
|  | Marcatori | 00:13 Plotnikov 06:34 Ovečkin 17:15 Kuznecov 29:06 Belov 58:25 Zaripov |

| Arbitri: | Martin Fraňo Vladimír Šindler |

|                 |           |                                                                              |
| Scjapanaŭ 39:56 | Marcatori | 12:22 Nelson 39:59 54:58 Trouba 35:55 Gaudreau 37:47 McDonald 56:57 Gardiner |

| Arbitri: | Aleksi Rantala Vladimír Šindler |

|                |                |               |
| Gavrilin 10:08 | Marcatori      | 18:49 Plachta |
|                | Shootout 0 – 1 | Oppenheimer   |

| Arbitri: | Igor Dremelj Antonín Jeřábek |

|                               |           |                                            |
| Salomäki 04:30 Kontiola 31:42 | Marcatori | 06:18 Daugaviņš 47:48 Sotnieks 52:22 Kulda |

| Arbitri: | Roman Gofman Jyri Rönn |

|                                         |           |                                 |
| Mueller 26:15 Smith 41:28 Johnson 53:15 | Marcatori | 21:28 Hollenstein 29:39 Brunner |

| Arbitri: | Steve Patafie Jyri Rönn |

|                                             |           |                               |
| Noebels 12:15 Mauer 20:30 Oppenheimer 55:26 | Marcatori | 18:35 Pujacs 27:15 M. Rēdlihs |

| Arbitri: | Lars Brüggemann Keith Kaval |

|                                                                 |           |                |
| Scjapanaŭ 22:46 Stasenka 30:08 S. Kascicyn 41:25 Kaljužny 59:56 | Marcatori | 04:12 Gavrilin |

| Arbitri: | Mikael Nord Marcus Vinnerborg |

|                                |           |                                                          |
| Hietanen 09:13 Karalahti 39:08 | Marcatori | 01:39 Tichonov 04:38 Ovečkin 22:42 Kulëmin 34:40 Kalinin |

| Arbitri: | Martin Fraňo Daniel Piechaczek |

|                                            |           |                                                     |
| Weber 06:13 Schäppi 17:41 Froidevaux 43:59 | Marcatori | 05:32 49:49 S. Kascicyn 23:06 Stas' 57:54 Hraboŭski |

| Arbitri: | Antonín Jeřábek Vladimír Šindler |

|                                                                                 |           |                  |
| Kulëmin 06:06 Ovečkin 18:47 Tichonov 20:20 39:14 Kuznecov 29:07 Plotnikov 31:07 | Marcatori | 20:57 Abdelkader |

| Arbitri: | Martin Fraňo Konstantin Olenin |

|  |           |                                                         |
|  | Marcatori | 09:33 Kontiola 14:16 Immonen 31:54 Palola 32:24 Komarov |

| Arbitri: | Igor Dremelj Marcus Vinnerborg |

|                                                           |           |                                                    |
| Žajlauov 04:43 Rymarev 19:45 Antropov 39:11 Blochin 39:55 | Marcatori | 01:15 34:07 Indrašis 23:41 29:51 Kulda 43:22 Štāls |

| Arbitri: | Steve Patafie Aleksi Rantala |

|                                            |           |                         |
| Brunner 12:17 Hollenstein 32:13 Romy 36:27 | Marcatori | 13:57 38:52 Oppenheimer |

| Arbitri: | Daniel Piechaczek Jyri Rönn |

|                                                                                                  |           |                               |
| Plotnikov 14:24 59:17 Jakovlev 22:07 Zaripov 23:26 Kulëmin 31:14 Tichonov 41:05 Burmistrov 59:54 | Marcatori | 49:31 Panšin 53:33 Spiridonov |

| Arbitri: | Vjačeslav Bulanov Konstantin Olenin |

|                                                          |           |                                                                                           |
| Smith 16:39 Nelson 28:58 58:30 Johnson 31:00 Jones 53:26 | Marcatori | 15:39 Meija 18:57 Rēdlihs 28:08 Ņiživijs 51:25 Daugaviņš 54:35 Girgensons 57:39 Vasiļjevs |

| Arbitri: | Lars Brüggemann Keith Kaval |

|                      |           |  |
| Kontiola 16:30 59:44 | Marcatori |  |

| Arbitri: | Mikael Nord Maksim Sidorenka |

|                                             |           |                                     |
| Smith 18:38 Jones 23:44 61:05 Donovan 35:02 | Marcatori | 14:23 53:10 Starčenko 21:21 Romanov |

| Arbitri: | Martin Fraňo Antonín Jeřábek |

|                             |                |                       |
| Kivistö 05:14 Jokinen 32:26 | Marcatori      | 41:57 Suri 56:35 Josi |
| Pakarinen                   | Shootout 1 – 0 |                       |

| Arbitri: | Lars Brüggemann Aleksi Rantala |

|                |           |                                                  |
| Indrašis 07:30 | Marcatori | 10:55 18:12 Tichonov 15:23 Šikorov 56:35 Kalinin |

| Arbitri: | Roman Gofman Marcus Vinnerborg |

|                                                                |           |                           |
| Scjapanaŭ 15:27 Uharaŭ 34:23 Hraboŭski 42:55 49:54 Platt 44:05 | Marcatori | 08:04 Hospelt 11:53 Barta |

| Arbitri: | Igor Dremelj Martin Fraňo |

|                                                                               |           |                                     |
| Kukan 09:44 Hollenstein 14:06 Weber 27:22 Ambühl 37:33 Cunti 43:16 Blum 46:05 | Marcatori | 50:22 Krasnoslobodcev 59:32 Rymarev |

| Arbitri: | Lars Brüggemann Vjačeslav Bulanov |

|                                  |           |               |
| Nelson 00:19 Johnson 46:42 59:14 | Marcatori | 56:46 Mäntylä |

| Arbitri: | Igor Dremelj Vladimír Šindler |

|                                            |           |  |
| Šipačëv 43:58 Širokov 50:10 Tichonov 59:15 | Marcatori |  |

| Arbitri: | Mikael Nord Steve Patafie |

|                                            |           |                                                        |
| Rymarev 14:32 Poliščuk 15:51 Romanov 59:31 | Marcatori | 07:53 Palola 19:18 Lehterä 27:24 Jokinen 39:57 Immonen |

| Arbitri: | Antonín Jeřábek Keith Kaval |

|             |           |                                               |
| Kulda 33:49 | Marcatori | 08:07 Platt 08:40 Hraboŭski 59:59 S. Kascicyn |

| Arbitri: | Vjačeslav Bulanov Martin Fraňo |

|                                                        |           |                                                                 |
| Weiss 23:32 Hospelt 30:29 Draisaitl 35:13 Rieder 58:03 | Marcatori | 21:44 55:44 Abdelkader 27:18 Shore 32:53 Donovan 42:24 Gaudreau |

| Arbitri: | Jyri Rönn Marcus Vinnerborg |

|                             |           |                                          |
| Jass 21:57 Girgensons 57:37 | Marcatori | 08:39 Brunner 10:49 Schlumpf 20:27 Weber |

| Arbitri: | Mikael Nord Steve Patafie |

|                               |           |                 |
| Plotnikov 32:46 Šipačëv 57:37 | Marcatori | 45:49 Dzianisaŭ |

| Pos. |             | PG | V | VOT | POT | P | GF | GS | DR  | Pt |
| 1.   | Russia      | 7  | 7 | 0   | 0   | 0 | 31 | 7  | +24 | 21 |
| 2.   | Stati Uniti | 7  | 4 | 1   | 0   | 2 | 27 | 23 | +4  | 14 |
| 3.   | Bielorussia | 7  | 4 | 0   | 0   | 2 | 18 | 17 | +1  | 12 |
| 4.   | Finlandia   | 7  | 3 | 1   | 0   | 3 | 18 | 15 | +3  | 11 |
| 5.   | Svizzera    | 7  | 3 | 0   | 1   | 3 | 19 | 21 | -2  | 10 |
| 6.   | Lettonia    | 7  | 3 | 0   | 0   | 4 | 20 | 24 | -4  | 9  |
| 7.   | Germania    | 7  | 1 | 1   | 0   | 5 | 13 | 23 | -10 | 5  |
| 8.   | Kazakistan  | 7  | 0 | 0   | 2   | 5 | 16 | 32 | -16 | 2  |

## Fase ad eliminazione diretta
|  | Quarti di finale | Quarti di finale | Quarti di finale |           |           | Semifinali | Semifinali | Semifinali |           |                 | Finale          | Finale          | Finale |  |
|  |                  |                  |                  |           |           |            |            |            |           |                 |                 |                 |        |  |
|  | A1               | Canada           | 2                |           |           |            |            |            |           |                 |                 |                 |        |  |
|  | A1               | Canada           | 2                |           |           |            |            |            |           |                 |                 |                 |        |  |
|  | B4               | Finlandia        | 3                |           |           |            |            |            |           |                 |                 |                 |        |  |
|  | B4               | Finlandia        | 3                |           | Finlandia | Finlandia  | 3          |            |           |                 |                 |                 |        |  |
|  |                  |                  |                  |           | Finlandia | Finlandia  | 3          |            |           |                 |                 |                 |        |  |
|  |                  |                  | Rep. Ceca        | Rep. Ceca | 0         |            |            |            |           |                 |                 |                 |        |  |
|  | B2               | Stati Uniti      | Rep. Ceca        | Rep. Ceca | 0         | 3          |            |            |           |                 |                 |                 |        |  |
|  | B2               | Stati Uniti      |                  |           |           |            |            |            |           |                 |                 |                 |        |  |
|  | A3               | Rep. Ceca        | 4                |           |           |            |            |            |           |                 |                 |                 |        |  |
|  | A3               | Rep. Ceca        | 4                |           | Finlandia | Finlandia  | 2          |            |           |                 |                 |                 |        |  |
|  |                  |                  |                  |           |           |            |            |            |           |                 |                 |                 |        |  |
|  |                  |                  | Russia           | Russia    | 5         |            |            |            |           |                 |                 |                 |        |  |
|  | B1               | Russia           | Russia           | Russia    | 5         | 3          |            |            |           |                 |                 |                 |        |  |
|  | B1               | Russia           |                  |           |           | 3          |            |            |           |                 |                 |                 |        |  |
|  | A4               | Francia          | 0                |           |           |            |            |            |           |                 |                 |                 |        |  |
|  | A4               | Francia          | 0                |           | Russia    | Russia     | 3          |            |           | Finale 3º posto | Finale 3º posto | Finale 3º posto |        |  |
|  |                  |                  |                  |           | Russia    | Russia     | 3          |            |           |                 |                 |                 |        |  |
|  |                  |                  | Svezia           | Svezia    | 1         |            |            |            |           |                 |                 |                 |        |  |
|  | A2               | Svezia           | Svezia           | Svezia    | 1         | 3          |            |            | Rep. Ceca | Rep. Ceca       | 0               |                 |        |  |
|  | A2               | Svezia           |                  |           |           |            |            |            | Rep. Ceca | Rep. Ceca       | 0               |                 |        |  |
|  | B3               | Bielorussia      | 2                |           |           | Svezia     | Svezia     | 3          |           |                 |                 |                 |        |  |

### Quarti di finale
| Arbitri: | Mikael Nord Marcus Vinnerborg |

|                                  |           |                                                      |
| Nelson 06:54 Johnson 58:50 59:03 | Marcatori | 09:25 Rolinek 26:51 Hertl 28:06 Červenka 36:19 Němec |

| Arbitri: | Antonín Jeřábek Keith Kaval |

|                                           |           |  |
| Anisimov 04:21 Malkin 20:52 Kutuzov 47:36 | Marcatori |  |

| Arbitri: | Lars Brüggemann Konstantin Olenin |

|                              |           |                                             |
| Turris 25:41 Scheifele 32:08 | Marcatori | 06:14 Palola 40:28 Hietanen 56:52 Pakarinen |

| Arbitri: | Vjačeslav Bulanov Jyri Rönn |

|                                              |           |                             |
| Danielsson 13:41 Ericsson 37:27 Ekholm 53:38 | Marcatori | 25:39 Platt 34:14 Jafimenka |

### Semifinali
| Arbitri: | Keith Kaval Vladimír Šindler |

|                                           |           |              |
| Plotnikov 13:25 Širokov 18:00 Belov 31:02 | Marcatori | 00:19 Möller |

| Arbitri: | Lars Brüggemann Vjačeslav Bulanov |

|  |           |                                   |
|  | Marcatori | 08:57 59:49 Lehterä 31:02 Immonen |

### Finale 3º/4º posto
| Arbitri: | Vjačeslav Bulanov Jyri Ronn |

|                                                  |           |  |
| Lindström 04:28 Hjalmarsson 15:44 Backlund 48:22 | Marcatori |  |

### Finale
| Arbitri: | Lars Brüggemann Keith Kaval |

|                                                                       |           |                              |
| Širokov 10:45 Ovečkin 27:34 Malkin 35:38 Zaripov 44:24 Tichonov 55:53 | Marcatori | 19:57 Pakarinen 26:51 Palola |

## Classifica marcatori
| Giocatore         | PG | G | A  | Pt | +/- | MP |
| ----------------- | -- | - | -- | -- | --- | -- |
| Viktor Tichonov   | 10 | 8 | 8  | 16 | +10 | 10 |
| Danis Zaripov     | 10 | 3 | 10 | 13 | +7  | 6  |
| Sergej Plotnikov  | 10 | 6 | 6  | 12 | +7  | 12 |
| Jori Lehterä      | 10 | 3 | 9  | 12 | +4  | 10 |
| Antoine Roussel   | 8  | 6 | 5  | 11 | +6  | 16 |
| Joakim Lindström  | 10 | 5 | 6  | 11 | +4  | 4  |
| Michel Miklík     | 7  | 4 | 7  | 11 | +5  | 0  |
| Aleksandr Ovečkin | 9  | 4 | 7  | 11 | +6  | 8  |
| Seth Jones        | 8  | 2 | 9  | 11 | +8  | 6  |
| Johnny Gaudreau   | 8  | 2 | 8  | 10 | +4  | 2  |

Fonte: IIHF.com

## Classifica portieri
| Giocatore         | Min    | TC  | GS | SO | MGS  | Sv%   |
| ----------------- | ------ | --- | -- | -- | ---- | ----- |
| Sergej Bobrovskij | 480:00 | 181 | 9  | 2  | 1.13 | 95.03 |
| Steffen Søberg    | 175:45 | 116 | 6  | 2  | 2.05 | 94.83 |
| Kevin Lalande     | 240:37 | 80  | 5  | 0  | 1.25 | 93.75 |
| Anders Nilsson    | 545:11 | 224 | 14 | 2  | 1.54 | 93.75 |
| Ben Scrivens      | 241:07 | 112 | 7  | 0  | 1.74 | 93.75 |

Fonte: IIHF.com

## Classifica finale
| Pos | Squadra     |
| --- | ----------- |
| 1   | Russia      |
| 2   | Finlandia   |
| 3   | Svezia      |
| 4   | Rep. Ceca   |
| 5   | Canada      |
| 6   | Stati Uniti |
| 7   | Bielorussia |
| 8   | Francia     |
| 9   | Slovacchia  |
| 10  | Svizzera    |
| 11  | Lettonia    |
| 12  | Norvegia    |
| 13  | Danimarca   |
| 14  | Germania    |
| 15  | Italia      |
| 16  | Kazakistan  |

| Campioni del mondo di hockey su ghiaccio 2014 |
| Russia 5º titolo                              |

Il piazzamento finale è stabilito dai seguenti criteri:
- Posizioni dal 1º al 4º posto: i risultati della finale e della finale per il 3º posto
- Posizioni dal 5º all'8º posto (squadre perdenti ai quarti di finale): il piazzamento nei gironi preliminari; in caso di ulteriore parità, la differenza reti nei gironi preliminari.
- Posizioni dal 9º al 14º posto (squadre non qualificate per la fase ad eliminazione diretta): il piazzamento nei gironi preliminari; in caso di ulteriore parità, la differenza reti nei gironi preliminari.
- Posizioni dal 15º al 16º posto: ultime due classificate nei gironi preliminari.

| Promosse nel Gruppo A:         | Slovenia | Austria    |
| Retrocesse in Prima Divisione: | Italia   | Kazakistan |

### Riconoscimenti

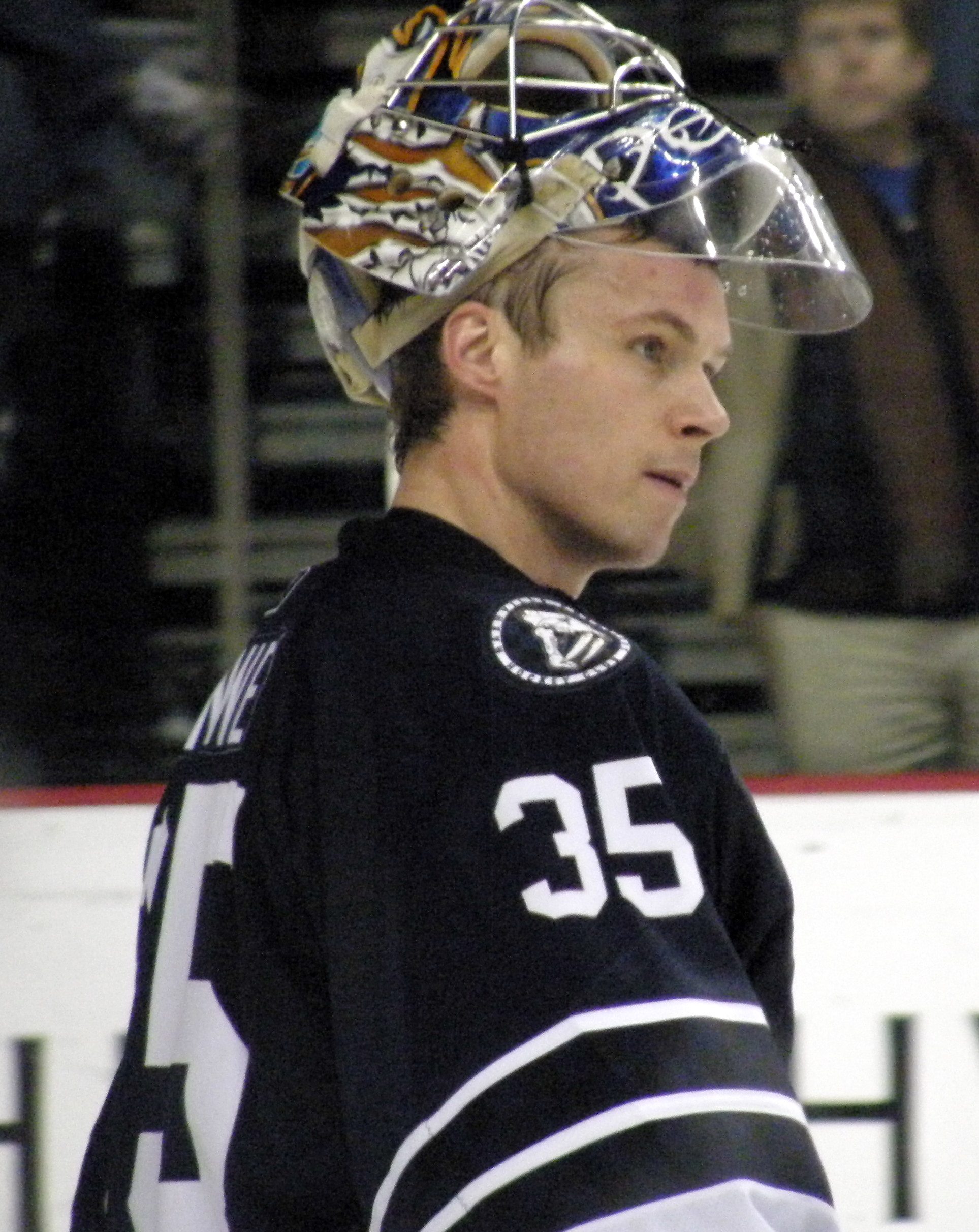
Pekka Rinne, miglior giocatore del torneo e membro dell'All-Star Team.

Riconoscimenti individuali

| Premio                  | Giocatore         |
| ----------------------- | ----------------- |
| Miglior giocatore (MVP) | Pekka Rinne       |
| Miglior portiere        | Sergej Bobrovskij |
| Miglior difensore       | Seth Jones        |
| Miglior attaccante      | Viktor Tichonov   |

All-Star Team

| Attacco:  | Sergej Plotnikov - Viktor Tichonov - Antoine Roussel |
| Difesa:   | Seth Jones - Anton Belov                             |
| Portiere: | Pekka Rinne                                          |